# Samuel Gawith

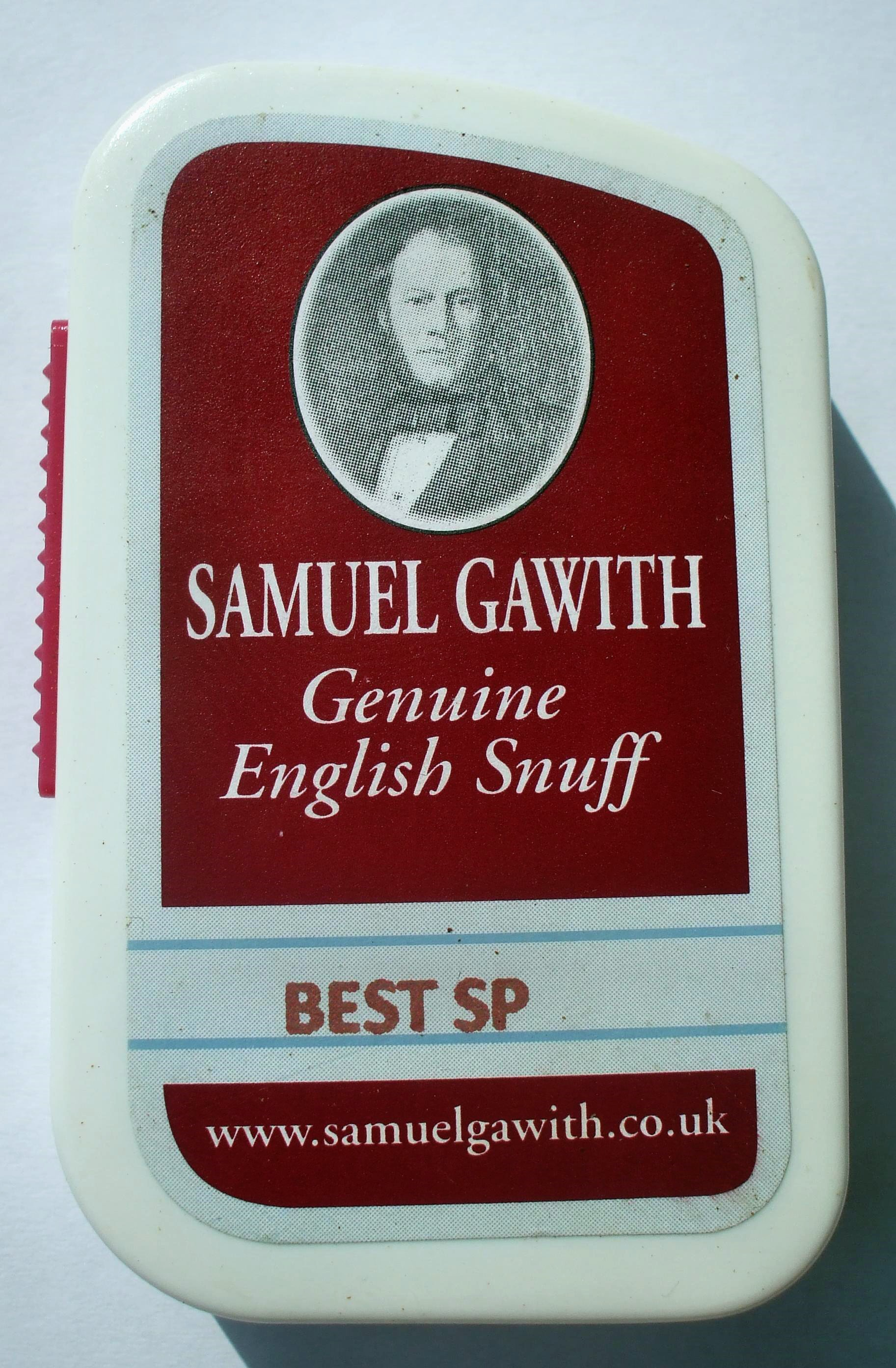
Samuel Gawith Snuff

Samuel Gawith & Company Ltd. ist einer der ältesten und traditionsreichsten Hersteller von Schnupf- und Pfeifentabak Englands.
Die Firma Samuel Gawith wurde 1792 in Kendal in der South Lakeland Region im Nordwesten Englands gegründet. Samuel Gawith verwendet die damals bereits aus zweiter Hand stammende Tabakmühle bis heute in der Schnupftabakherstellung. Die Schnupftabake der Firma Gawith zeichnen sich vor allem durch ihre sehr flauschige, luftige („fluffy“) und feine Beschaffenheit aus. In der mehr als 200 Jahre alten Mühle werden die Schnupftabake (Snuffs) noch heute nach historischen Rezepten hergestellt. Das traditionell englische Angebot wird durch mehrere Sorten mit modernem, zum Teil fruchtigem Charakter ergänzt. Bestseller sind beispielsweise der fruchtig angelehnte Apricot.

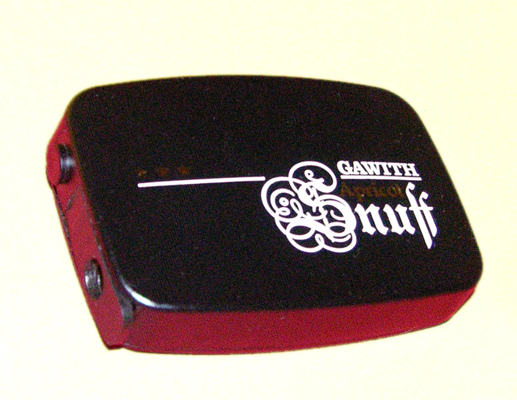
Modernes Schnupftabakdöschen